# Ютюны
Ютюны (бел. Юцю́ны) — деревня в Вороновском районе Гродненской области Беларуси. Входит в состав Радунского сельсовета.

## География
Деревня находится в северной части Гродненской области, при автодороге Н-7862, на расстоянии приблизительно 18 километров (по прямой) к юго-западу от городского посёлка Вороново, административного центра района. Абсолютная высота — 142 метра над уровнем моря. Площадь населённого пункта — 0,1619 км².

## История
По состоянию на 1905 год, в Юцюнах проживало 239 человек (123 мужчины и 116 женщин). В административном отношении деревня входила в состав Радунской волости Лидского уезда Виленской губернии.
Согласно Рижскому мирному договору (1921), деревня вошла в состав межвоенной Польши. Входила в состав гмины Радунь Лидского повета Новогрудского воеводства. В 1921 году числилось 180 жителей (85 мужчин и 95 женщин), проживавших в 39 домах. В конфессиональном составе населения преобладали католики (100 %).
С 1939 года в БССР.

## Население
По данным переписи 2019 года, в деревне проживало 28 человек.
| Год  | Население, человек |
| ---- | ------------------ |
| 1905 | 239                |
| 1921 | ↘ 180              |
| 2009 | ↘ 45               |
| 2019 | ↘ 28               |